# Arohasina Andrianarimanana
Arohasina Andrianarimanana, plus couramment appelé Dax, né le 21 avril 1991, est un footballeur international malgache qui joue au poste de milieu de terrain. Il joue en faveur de l'équipe nationale malgache,et du club de la Réunion de js saint-pierroise. Son nom de famille est parfois enregistré comme Andrianarimanana.
Il a habité dans un quartier pauvre et a du travailler très dur pour devenir footballeur professionnel.

## Biographie

### En équipe nationale
Il reçoit sa première sélection en équipe de Madagascar le 22 mars 2017, contre Sao Tomé-et-Principe. Cette rencontre gagnée 0-1 rentre dans le cadre des éliminatoires de la Coupe d'Afrique des nations 2019.
Il participe ensuite à la Coupe COSAFA en 2017 puis en 2018. Lors de l'édition 2017, il joue deux matchs. Lors de l'édition 2018, il joue six matchs, inscrivant son premier but contre le Mozambique. Madagascar se classe quatrième de la compétition.
Il dispute ensuite avec l'équipe de Madagascar la Coupe d'Afrique des nations 2019 organisée en Égypte.

## Palmarès
- Vainqueur de la Coupe de Madagascar en 2017 avec le Fosa Juniors

### Distinctions
- Membre de l'équipe type du Championnat d'Afrique des nations de football en 2022[réf. nécessaire]